# Sunghoon
Park Sung-hoon (hangul: 박성훈) (Eunpyeong-gu; 8 de dezembro de 2002), conhecido mononimamente como Sunghoon  (hangul:성훈), é um cantor e ex-patinador artístico sul-coreano. Em 2020, ele estreou sua carreira musical como integrante do boy group sul-coreano ENHYPEN sob o Belift Lab formado pelo reality show de sobrevivência I-LAND.[carece de fontes?]

## Carreira

### Como patinador artístico (2010-2020)
Sunghoon venceu duas competições internacionais para novatos avançados, o Asian Figure Skating Trophy e o Lombardia Trophy, durante a temporada de patinação artística de 2015-16.
Sunghoon fez sua estreia internacional júnior durante a temporada de patinação artística de 2016-17, quando se tornou elegível por idade. Ele ganhou uma medalha de prata no Asian Figure Skating Trophy, e participou do ISU Junior Grand Prix na Estônia como representante da Coreia do Sul. No ano seguinte, conquistou mais uma medalha de prata no Asian Figure Skating Trophy, e participou do ISU Junior Grand Prix na Polônia.[carece de fontes?]
Durante a temporada de patinação artística de 2018-19, Sunghoon tornou-se elegível por idade para competições seniores. Ele participou de dois eventos da ISU Challenger Series, Asian Figure Skating Trophy e Alpen Trophy.[carece de fontes?]

### Como integrante do Enhypen (2020-presente)
Em março de 2019, a Belift Lab foi co-fundada pelas empresas de entretenimento sul-coreanas CJ ENM e Hybe Corporation, com planos de criar um novo grupo em 2020. Em 8 de maio de 2020, o canal de televisão Mnet anunciou o programa de competição de sobrevivência I-Land, um empreendimento entre as duas empresas que "acompanha o nascimento de artistas de K-pop da próxima geração". Enhypen foi formado pelo I-Land, estrelando 23 ídolos que estavam sob treinamento da Belift Lab e sendo transmitido semanalmente na Mnet entre 26 de junho e 18 de setembro de 2020, além de distribuído internacionalmente através do canal de YouTube da Hybe Labels. O programa foi dividido em duas partes. Doze competidores da primeira parte se qualificaram para a segunda parte da série. No episódio final, sete membros foram escolhidos dentre os nove finalistas, sendo seis escolhidos por votação global e um pelos produtores.
Sunghoon ficou em sexto lugar na final do I-LAND com 1.088.413 votos, entrando para a formação original do grupo e fazendo sua estréia como membro do ENHYPEN no dia 30 de novembro com Heeseung, Jay, Jake, Sunoo, Jungwon e Ni-Ki. Eles lançaram um EP intitulado Border: Day One junto com o single principal Given-Taken.

## Vida pessoal
Sunghoon tem uma irmã mais nova chamada Park Yeji.
Em uma entrevista, ele admitiu que, embora tivesse sido procurado pela Big Hit Entertainment, ele só se juntou ao treinamento de dança porque pensou que isso o ajudaria em sua carreira de patinação artística.